# Port lotniczy Aczyńsk
Port lotniczy Aczyńsk (IATA: ACS, ICAO: UNKS) – port lotniczy położony 4 km na wschód od Aczyńska, w Kraju Krasnojarskim, w Rosji.